# Tappan
Tappan é uma aldeia (hamlet) localizada no estado norte-americano de Nova Iorque, no Condado de Rockland.

## Demografia
Segundo o censo dos Estados Unidos de 2010, a sua população era de 6613 habitantes.

## Geografia
De acordo com o United States Census Bureau tem uma área de 7,2 km², dos quais 7,2 km² cobertos por terra e 0,0 km² cobertos por água.